# درقاويات خضراء
درقاويات خضراء أو عائلة كلوروسيفيدي (الاسم العلمي: Chlorocyphidae)، فصيلة حشرات يعسوبية من مقترنات الأجنحة، وتُعرف باسم الجوهريات. أنواعه ملونة موطنها المناطق الاستوائية في العالم القديم، حيث توجد على طول التيارات المائية في الغابات. هي الفصيلة الأكثر تنوعًا في جنوب شرق آسيا.

## التصنيف
هذه الفصيلة أحادي النمط الخلوي. تشتمل حاليًا على قرابة 19 جنسًا.
تشمل الأجناس:
- Africocypha
- Aristocypha
- Calocypha
- درقاوية خضراء
- درقاويات خضراء
- Disparocypha
- Indocypha
- Libellago
- Melanocypha
- Pachycypha
- Platycypha
- Rhinocypha
- Rhinoneura
- Sclerocypha
- Sundacypha
- Watuwila

## معرض الصور

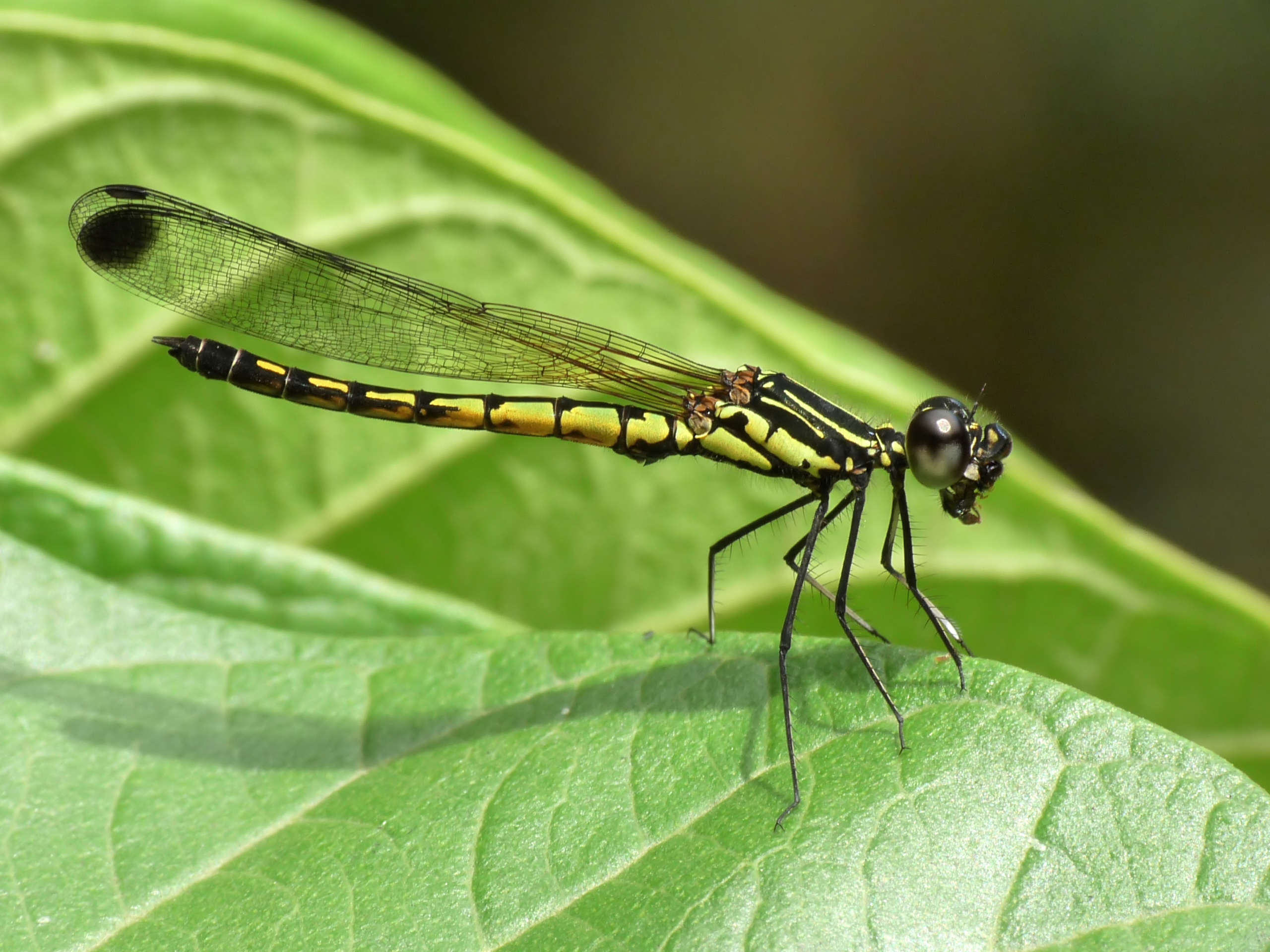
Libellago lineata, male
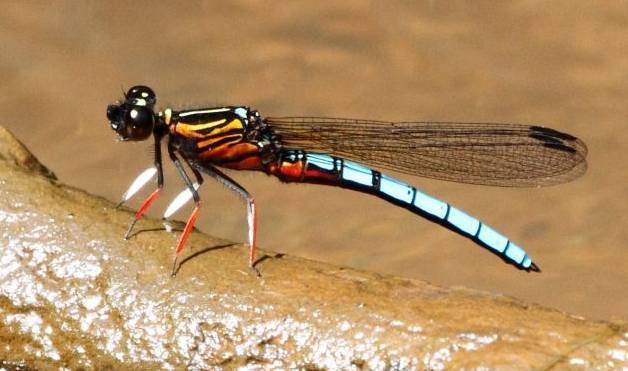
Platycypha caligata
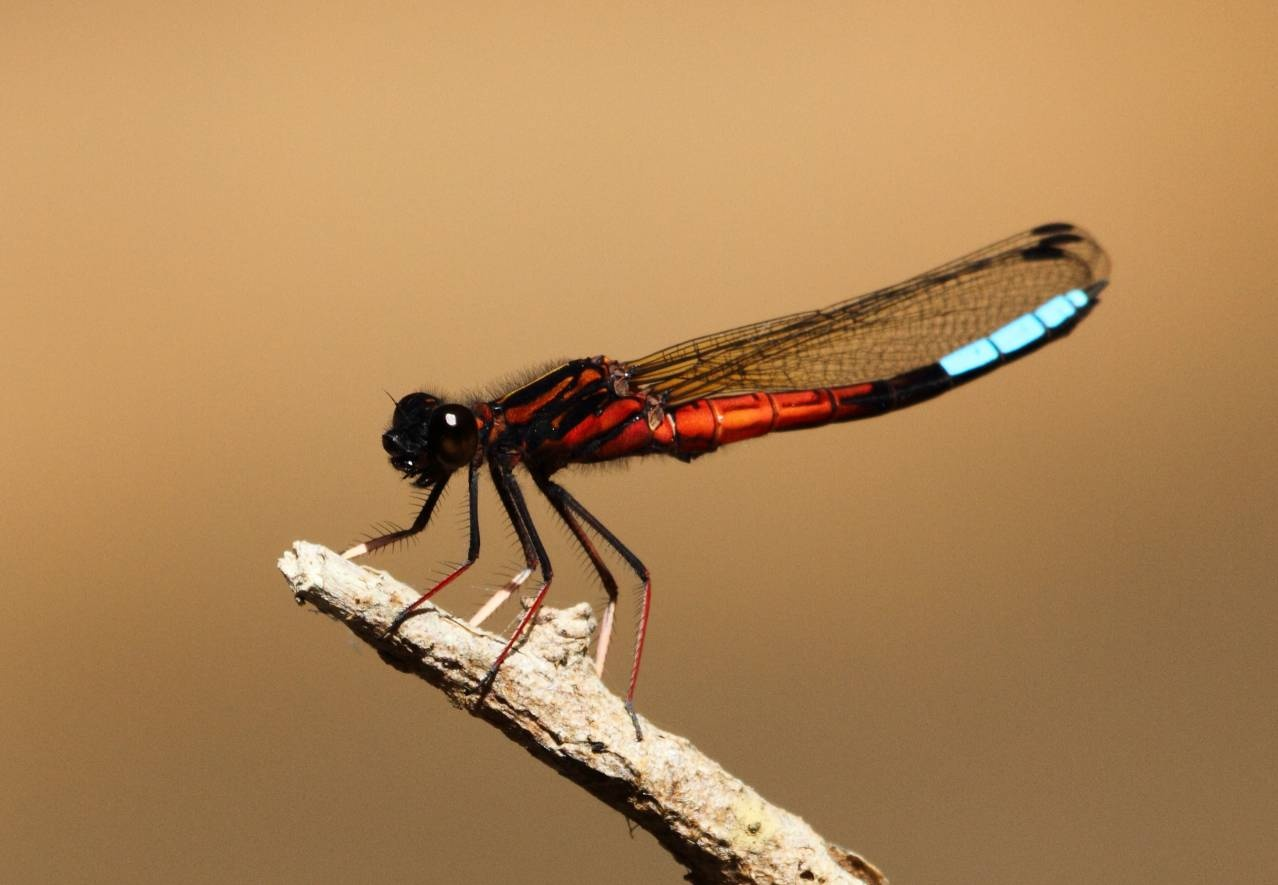
Platycypha fitzsimonsi